# Клёнович, Себастьян Фабиан
Себастьян Фабиан Клёнович (пол. Sebastian Fabian Klonowic; Klonowicz; ок. 1545, Сульмежице — 29 августа 1602, Люблин) — польский писатель последней эпохи «золотого века».

## Биография
Родился в семье бургомистра. В юные годы переехал во Львов. После учился в иезуитском коллегиуме в Калише. После окончания Краковской академии жил в Люблине. Откуда выезжал на некоторое время в Венгрию и Чехию.
Заведовал Академией в Замостье, был войтом и бурмистром в Люблине.

## Творчество
Писал по-латыни и по-польски. По-латыни написана «Roxolania» (рус. Роксолания) (1584) — описание Червонной Руси, гекзаметром (на польский язык оно переведено Л. Кондратовичем), а также «Victoria deorum» (рус. Победа богов) (1587); на польский язык переведена самим Клёновичем). По-польски писал и стихами, и прозой; стихами написаны: «Żale nadgrobne na śmierć Jana Kochanowskiego» (Краков, 1585); «Flis, to jest spuszczanie statków Wisłą» (1595); «Worek Judaszów» (Краков, 1600), а также «Лесосплав» (1598) и «Кошель иудеев» (1600).
Сатира Клёновича не затрагивает серьёзных вопросов жизни. Это довольно безобидные насмешки над недостатками обывателей, монахов и проч. Клёновичу, однако, приписывают и один памфлет на латинском языке «Первое выступление против иезуитов», изданный в конце XVI века. После этого подвергся гонениям и был ими доведен до голодной смерти.